# Lijst van nummer 1-hits in de Nederlandse Top 40 in 1987
Deze hits stonden in 1987 op nummer 1 in de Nederlandse Top 40.
| Nummer | Datum        | Artiest                          | Titel                                      |
| ------ | ------------ | -------------------------------- | ------------------------------------------ |
| 354    | 3 januari    | The Bangles                      | Walk Like an Egyptian                      |
|        | 10 januari   | The Bangles                      | Walk Like an Egyptian                      |
| 355    | 17 januari   | Mel & Kim                        | Showing Out (Get Fresh at the Weekend)     |
|        | 24 januari   | Mel & Kim                        | Showing Out (Get Fresh at the Weekend)     |
|        | 31 januari   | Mel & Kim                        | Showing Out (Get Fresh at the Weekend)     |
|        | 7 februari   | Mel & Kim                        | Showing Out (Get Fresh at the Weekend)     |
| 356    | 14 februari  | Jackie Wilson                    | Reet Petite                                |
|        | 21 februari  | Jackie Wilson                    | Reet Petite                                |
| 357    | 28 februari  | Aretha Franklin & George Michael | I Knew You Were Waiting (for Me)           |
|        | 7 maart      | Aretha Franklin & George Michael | I Knew You Were Waiting (for Me)           |
|        | 14 maart     | Aretha Franklin & George Michael | I Knew You Were Waiting (for Me)           |
| 358    | 21 maart     | Mel & Kim                        | Respectable                                |
|        | 28 maart     | Mel & Kim                        | Respectable                                |
|        | 4 april      | Mel & Kim                        | Respectable                                |
| 359    | 11 april     | Piet Veerman                     | Sailin' Home                               |
|        | 18 april     | Piet Veerman                     | Sailin' Home                               |
|        | 25 april     | Piet Veerman                     | Sailin' Home                               |
|        | 2 mei        | Piet Veerman                     | Sailin' Home                               |
| 360    | 9 mei        | Jan Hammer                       | Crockett's Theme                           |
|        | 16 mei       | Jan Hammer                       | Crockett's Theme                           |
|        | 23 mei       | Jan Hammer                       | Crockett's Theme                           |
|        | 30 mei       | Jan Hammer                       | Crockett's Theme                           |
| 361    | 6 juni       | Mixed Emotions                   | You Want Love (Maria, Maria...)            |
|        | 13 juni      | Mixed Emotions                   | You Want Love (Maria, Maria...)            |
| 362    | 20 juni      | Whitney Houston                  | I Wanna Dance with Somebody (Who Loves Me) |
|        | 27 juni      | Whitney Houston                  | I Wanna Dance with Somebody (Who Loves Me) |
|        | 4 juli       | Whitney Houston                  | I Wanna Dance with Somebody (Who Loves Me) |
| 363    | 11 juli      | George Michael                   | I Want Your Sex                            |
|        | 18 juli      | George Michael                   | I Want Your Sex                            |
|        | 25 juli      | George Michael                   | I Want Your Sex                            |
| 364    | 1 augustus   | Madonna                          | Who's That Girl                            |
|        | 8 augustus   | Madonna                          | Who's That Girl                            |
|        | 15 augustus  | Madonna                          | Who's That Girl                            |
|        | 22 augustus  | Madonna                          | Who's That Girl                            |
| 365    | 29 augustus  | Michael Jackson                  | I Just Can't Stop Loving You               |
|        | 5 september  | Michael Jackson                  | I Just Can't Stop Loving You               |
|        | 12 september | Michael Jackson                  | I Just Can't Stop Loving You               |
|        | 19 september | Michael Jackson                  | I Just Can't Stop Loving You               |
| 366    | 26 september | Terence Trent D'Arby             | Wishing Well                               |
| 367    | 3 oktober    | Michael Jackson                  | Bad                                        |
| 368    | 10 oktober   | Rick Astley                      | Never Gonna Give You Up                    |
|        | 17 oktober   | Rick Astley                      | Never Gonna Give You Up                    |
|        | 24 oktober   | Rick Astley                      | Never Gonna Give You Up                    |
|        | 31 oktober   | Rick Astley                      | Never Gonna Give You Up                    |
| 369    | 7 november   | M/A/R/R/S                        | Pump Up the Volume                         |
| 370    | 14 november  | George Michael                   | Faith                                      |
|        | 21 november  | George Michael                   | Faith                                      |
|        | 28 november  | George Michael                   | Faith                                      |
|        | 5 december   | George Michael                   | Faith                                      |
|        | 12 december  | George Michael                   | Faith                                      |
|        | 19 december  | George Michael                   | Faith                                      |
| 371    | 26 december  | Nina Simone                      | My Baby Just Cares for Me                  |